# Oceanapia decipiens
Oceanapia decipiens är en svampdjursart som först beskrevs av Sarà 1958.  Oceanapia decipiens ingår i släktet Oceanapia och familjen Phloeodictyidae. Inga underarter finns listade i Catalogue of Life.